# Thorictinae
Thorictinae es una subfamilia de coleópteros polífagos de la familia Dermestidae.

## Tribus
- Thaumaphrastini Anderson, 1949
- Thorictini Agassiz, 1846

Géneros
- Afrothorictus
- Macrothorictus
- Thorictodes
- Thorictus